# Resolució 816 del Consell de Seguretat de les Nacions Unides
La Resolució 816 del Consell de Seguretat de les Nacions Unides fou adoptada el 31 de març de 1993. Després de reafirmar les resolucions 781 (1992) i 786 (1992) relativa a la prohibició dels vols militars sobre Bòsnia i Hercegovina i reconeixent la situació actual a la regió, el Consell, d'acord Capítol VII de la Carta de les Nacions Unides, va estendre la prohibició per cobrir vols d'aeroplans i aeronaus d'ala giratòria al país, i per utilitzar totes les mesures necessàries per garantir el compliment de la prohibició.
El Consell va continuar assenyalant que aquesta prohibició no s'aplicarà als vols destinats a ser utilitzats per la Força de Protecció de les Nacions Unides (UNPROFOR) o per raons humanitàries. Per tant, va demanar a la UNPROFOR seguir de prop el compliment de la prohibició de vols sobre Bòsnia i Hercegovina, demanant a totes les parts a cooperar amb la UNPROFOR en el procés de seguiment.
Davant dels Estats membres, el Consell serà l'encarregat de resoldre aquesta resolució. Per tant, va instar els Estats membres a cooperar amb la UNPROFOR amb les mesures adoptades per aplicar la resolució i regles d'enfrontament actual, i en el cas dels copresidents del Comitè Directiu de la Conferència Internacional sobre l'antiga Iugoslàvia notificar al Consell que totes les parts de Bòsnia han acceptat les seves propostes relatives a un arranjament, les mesures establertes en la present resolució se subsumeixen en les mesures per aplicar aquest arranjament.
La resolució va concloure demanant al secretari general Boutros Boutros-Ghali que informi al Consell sobre les mesures adoptades pels Estats membres per fer complir la resolució actual.
La resolució 816 va ser aprovada per 14 vots contra cap, amb l'abstenció de la República Popular de la Xina, per les seves reserves pel que fa a l'autorització de l'ús de la força.